# Dereck Chisora

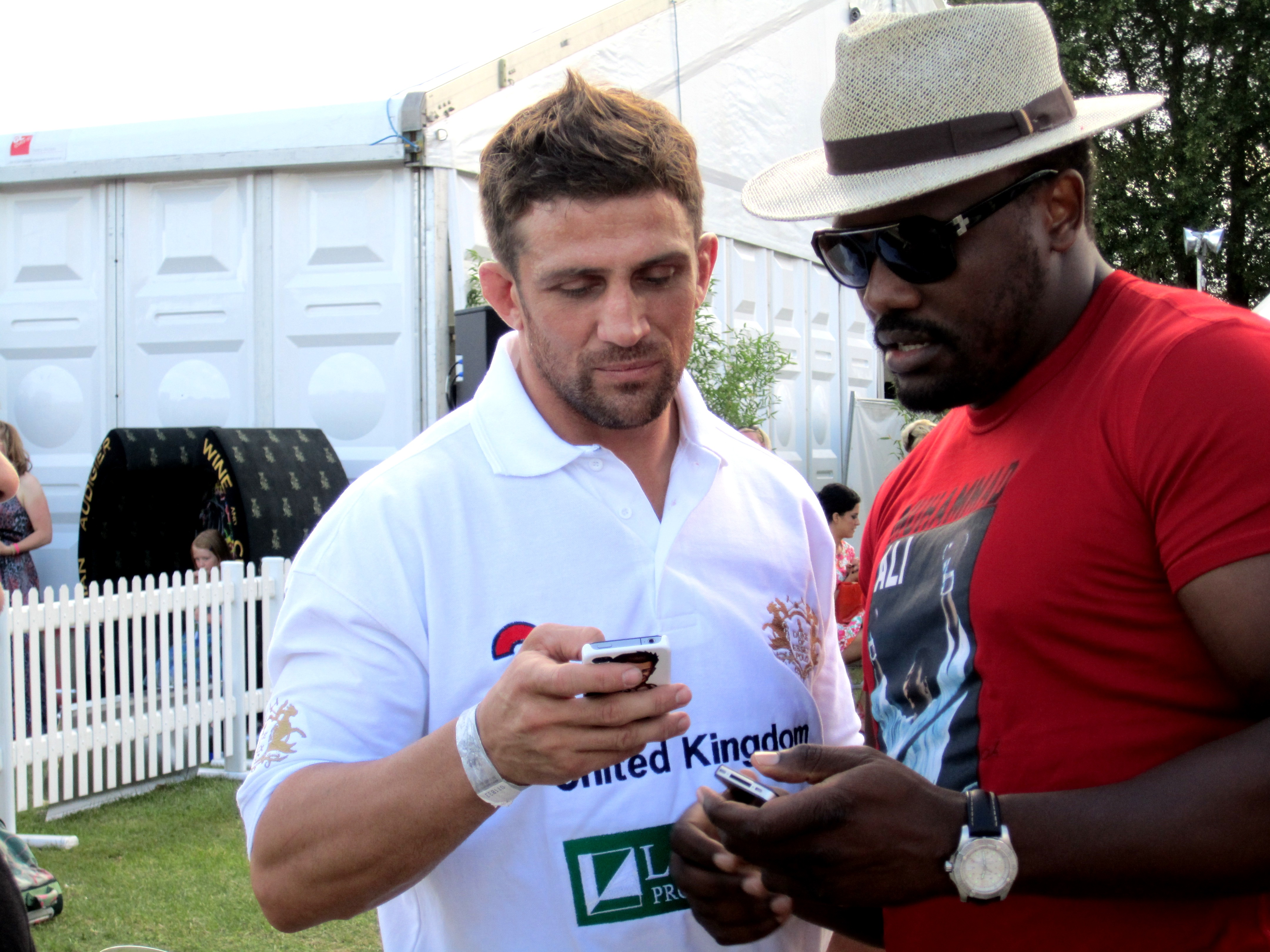
Dereck Chisora (rechts)

Dereck Chisora (Harare, 29 december 1983) is een Brits bokser in het zwaargewicht, die werd geboren in Zimbabwe. Hij is voormalig Brits zwaargewicht kampioen. Zijn woonplaats is Londen.
Chisora werd professioneel bokser in 2007. Hij won toen van Istvan Kecskes door een technische knock out in de 2e ronde.
Inmiddels heeft hij 18 wedstrijden gebokst (2012) waarvan hij er 3 verloor. In 2010 werd hij Brits kampioen zwaargewicht door van Danny Williams te winnen. Hij verloor deze titel echter alweer in 2011 aan Tyson Fury. In 2012 maakte hij kans op de WBC titel hij moest hiervoor Vitali Klitschko verslaan. Hij verloor echter op punten. Op de persconferentie na deze bokspartij raakten hij en David Haye in gevecht nadat ze elkaar hadden beledigd. Op 14 juli 2012 stonden beide kemphanen tegenover elkaar in het Londense Upton Park en dit onder auspiciën van de Luxemburgse boksbond, daar de Britse boksbond de licentie van Dereck Chisora ingetrokken heeft. In de vijfde ronde ging Chisora na zware slagen twee keer tegen het canvas; na de tweede keer achtte scheidsrechter Luis Pabon hem niet meer in staat verder te boksen en zo won Haye de omstreden kamp.